# Terremoto de Shandong de 1668
Um raro e grande sismo intraplaca ocorreu durante o governo da dinastia Qing na província de Shandong em 25 de julho de 1668. Teve uma magnitude estimada de M 8.5, tornando-o o maior terremoto histórico no leste da China e um dos maiores a ocorrer no interior de uma placa tectônica. Estima-se que 43.000 a 50.000 pessoas foram mortas, e os seus efeitos foram amplamente sentidos. Seu epicentro pode ter sido localizado entre os condados de Ju e Tancheng, a nordeste da cidade de Linyi, no sul de Shandong.

## Geologia
O terremoto ocorreu no meio de uma trilha entre Pequim e Xangai, onde a atividade sísmica é pouco frequente. Não houve grandes terremotos na área por mais de 150 anos. Em tempos históricos, ocorreram apenas sete terremotos com magnitudes estimadas superiores a M 6.0. O primeiro terremoto registrado ocorreu a noroeste de Zhucheng em 70 a.C., estimado em M 7.0 ou superior. O mais recente terremoto destrutivo ocorreu em 19 de novembro de 1829, medindo M 6,75 perto de Yidu e Linqu. Esses grandes terremotos ocorreram ao longo da Zona de Falha Tan-Lu.
A Zona de Falha Tan-Lu é a falha geologicamente mais significativa do leste da China — uma zona de falha de deslocamento dextral com tendência norte-nordeste-sul-sudoeste. A falha se estende por 2,400 km (1,500 mi) de Wuxue, perto da margem do rio Yangtze, através do mar de Bohai, até Zhaoxing, Heilongjiang. Ela evoluiu várias vezes durante sua história; do final do Triássico ao Cretáceo médio, era uma zona de falha de deslizamento sinistral que produziu deslocamentos que variam de 200–740 km (120–460 mi). Durante o Cretáceo tardio, a zona de falha tornou-se uma área de tectônica extensional, produzindo grabens de fenda e coletando sedimentos de até 10 km (6.2 mi) de espessura em algumas áreas. Durante o Paleogeno, o rifteamento cessou e a zona de falha evoluiu para uma falha de deslocamento dextral no final do Eoceno. Isto ocorreu em resposta à mudança na tectônica provocada pela colisão e subducção entre a Índia e a Ásia ao longo do Pacífico Ocidental.

## Terremoto
A ruptura do terremoto ocorreu ao longo dos 360 km (220 mi) Falha Yishu de 1,5  de comprimento, um segmento da Zona de Falha Tan-Lu. A Zona de Falha Tan-Lu se formou durante o Mesozóico. Sua taxa de deslizamento foi estimada em menos de 1–2.6 mm (0.039–0.102 in) por ano. Durante o terremoto, a falha de Yishu produziu um deslocamento médio de 9 m (30 ft).O sentido de deslizamento era principalmente de deslocamento destro com um pequeno componente de impulso. A inversão sísmica sugere uma 160 km × 32 km (99 mi × 20 mi) área de ruptura em uma falha quase vertical, de direção norte-sul. Uma profundidade de hipocentro entre 22 km (14 mi) e 28 km (17 mi) foi sugerido. Três tremores secundários ocorreram em 26 de julho e 18 de setembro de 1688; estimados em M 6,25 e 6,0, respectivamente. Outro tremor secundário ocorreu em 1672, estimado em M 6.0.
Um estudo paleossísmico da zona de falha em 1987 sugere que o mesmo segmento foi a fonte de um terremoto de tamanho semelhante em 6280 a.C. A mesma falha também pode ter produzido um terremoto em Haicheng em 1975, 700 km (430 mi) ao norte deste evento. Outro terremoto destrutivo em 1969 também foi produzido ao longo da Zona de Falha Tan-Lu.

## Impacto
| Área                | Fatalidades                          |
| ------------------- | ------------------------------------ |
| Condado de Ju       | >20.000                              |
| Condado de Tancheng | >8.700                               |
| Linyi               | >6.900                               |
| Zhucheng            | >2.700                               |
| Dongying            | >1.000                               |
| Laiwu               | A maior parte da população foi morta |
| Jiaoxian            | >90                                  |
| Weifang             | >470                                 |
| Yishui              | 1.725                                |
| Jimo                | 653                                  |
| Zouxiano            | >100                                 |
| Yutai               | 140                                  |
| Sishui              | >100                                 |

O terremoto foi sentido em 379 condados, 29 dos quais sofreram danos catastróficos. Afetou também Jiangsu, Anhui, Zhejiang, Fujian, Jiangxi, Hubei, Henan, Hebei, Shanxi, Shaanxi, Liaoning e Coreia. Houve 1,000 quilômetro (0,621 mi) zona radial de danos ao redor dos condados de Tancheng, Linyi e Ju. É considerado um dos mais destrutivos da história chinesa. O terremoto produziu forte tremor, classificado como XII ( Extremo ) na escala de intensidade de Mercalli Modificada, o tremor mais destrutivo que um terremoto pode atingir. A intensidade sísmica VIII foi superior a 16,800 quilômetro quadrados (6,487 sq mi) correspondendo a uma área de formato elíptico ao longo da zona de falha.
Somente no Condado de Ju, mais de 20.000 pessoas foram mortas. Residências e casas oficiais foram destruídas. Escolas, templos, armazéns e as muralhas da cidade caíram. Em Mashi, Wulugu, Yanjiagu, Shifengdo, Keluodo e Maqi, ocorreram deslizamentos de terra nas colinas. Ocorreu subsidência e colapso generalizados de terras. Fissuras de até 1 metro (3 ft 3 in)foram observados  de largura e centenas de metros de comprimento. Uma fissura mediu 7,5 quilômetros (4,7 mi) de Guanzhuang a Gehu ao longo de um penhasco de rio. Ele ejetou poeira, areia e água. Em três poços, a água foi ejetada 1 metro (3 ft 3 in) no ar.
Em Tancheng, ameias, prédios governamentais, casas, uma torre de vigia, templos e armazéns foram completamente destruídos. Mais de 8.700 pessoas morreram. As fissuras eram tão largas que as pessoas não conseguiam passar por cima delas. O fundo dessas fissuras também era profundo demais para ser visto. A água irrompeu do solo a uma altura de 10 metros (33 pé). Em Lizhuang, uma cidade do condado, ocorreu um afundamento maciço.
Em Linyi, nenhuma casa, muralha da cidade ou templo foi deixado intacto. Foram registradas mais de 6.900 mortes. Dizia-se que água preta emergia de fissuras. A água irrompeu dos poços e formou uma piscina medindo 15–20 metros ({{convert/ftErro de expressão: caractere "–" não reconhecido|15–20|15–20*1|||r=re|j=0-0|d=LoffAonSoff}}) de largura. Muitos muros de cidades próximas caíram, e algumas partes foram inundadas por rios e poços transbordando. Fissuras fizeram com que água e areia jorrassem, soterrando casas. Muitos animais também morreram. Danos pesados ocorreram em Ganyu.

## Tsunami
Registros históricos também documentaram um provável tsunami na região. Foi relatado que cidades costeiras foram inundadas e rios transbordaram.

## Resposta
O Imperador Kangxi ordenou que seu ministério cuidasse dos esforços de socorro. Em 40 prefeituras e condados, taxas de impostos foram dispensadas. Mais de 227.300 taéis de prata foram emitidos.